# Odznaka honorowa „Za walkę o szkołę polską”
Odznaka honorowa „Za walkę o szkołę polską” – jednostopniowa odznaka honorowa z czasów II Rzeczypospolitej, ustanowiona około 1930 i zatwierdzona 15 września 1931 przez Ministerstwo Spraw Wewnętrznych, a także przez Ministerstwo Spraw Wojskowych do noszenia na mundurze przez osoby wojskowe na mundurach. Nadawana była przez „Komitet Obchodów 25-lecia Walki o Szkołę Polską” wyłoniony ze „Stowarzyszenia Uczestników Walki o Szkołę Polską”.

## Wygląd
Odznaka miała wygląd srebrnego krzyża płaskiego o wymiarach 59 × 38 mm (miniatury były zmniejszone o połowę), emaliowanego na granatowo. Na połączeniu ramion krzyża znajdował się stylizowany srebrny orzeł okolony złotym napisem „ZA WALKĘ O SZKOŁĘ POLSKĄ” zwieńczony stylizowaną srebrną czaszą u góry, z której wychodziły dwa złote języki płomieni skierowane w górę. Pod napisem umiejscowiono rzymską cyfrę „XXV”. Te symbole otoczone były przez stylizowany srebrny wieniec laurowy. Odnaka noszona była na lewej piersi, mocowana do ubioru za pomocą śrubki lub agrafki. Wraz z odznaką wręczano dyplom.